# Hochschule Karlsruhe
Hochschule Karlsruhe es una hochschule ubicada en Karlsruhe, Baden-Wurtemberg (Alemania).
Tiene seis facultades:
- Facultad de Arquitectura e Ingeniería Civil
- Facultad de Ingeniería Eléctrica y Tecnología de la Información
- Facultad de Informática e Informática de negocios
- Facultad de Gestión de la información y Medios
- Facultad de Ingeniería Mecánica e Ingeniería mecatrónica
- Facultad de Ciencias de administración y Gestión